# Саратовка (Новосибирская область)
Саратовка — деревня в Баганском районе Новосибирской области. Входит в состав Андреевского сельсовета.

## География
Площадь деревни — 41 гектар

## История
Основана в 1908 году. В 1928 г. посёлок Саратовский состоял из 120 хозяйств, основное население — русские. Центр Саратовского сельсовета Андреевского района Славгородского округа Сибирского края.

## Население
| 1926 | 1976 | 1995 | 2002 | 2007 | 2010 |
| ---- | ---- | ---- | ---- | ---- | ---- |
| 631  | ↘162 | ↘137 | ↘60  | ↘32  | ↘15  |

## Инфраструктура
В деревне по данным на 2006 год отсутствуют социальные объекты.